# カルノーの定理 (熱力学)
熱力学におけるカルノーの定理（カルノーのていり）とは、熱機関の最大効率に関する定理である。フランスの物理学者ニコラ・レオナール・サディ・カルノーの名にちなむ。カルノーの原理（カルノーのげんり）とも呼ばれる。

## 理論
熱エネルギーを力学的な仕事へと変換するには、高温の熱源の他に低温の熱源を必要とする（熱力学第二法則を参照）。熱機関では、ある作業物質（空気など）が高温熱源から熱 {\displaystyle Q_{H}} を得て、そのエネルギーの一部を仕事 {\displaystyle W} として使う。その際、残りのエネルギーは熱 {\displaystyle Q_{L}\,(=Q_{H}-W)} として低温熱源へと移動する。
この場合、熱効率は、
{\displaystyle {\frac {W}{Q_{H}}}=1-{\frac {Q_{L}}{Q_{H}}}}
と定義できる。すなわち、高温熱源から得た熱のうち仕事として使われるエネルギーの割合が多いほど、効率のよい熱機関であるといえる。
このとき、以下の定理が成り立つ。
これがカルノーの定理である。
たとえば、一般的に蒸気機関は水蒸気を圧縮・膨張させて動力を得ているため、作業物質は水蒸気となる。カルノーの定理は、この水蒸気の代わりに他の気体（あるいは液体、固体）を使用しても最大効率は変わらないことを意味している。
ただし、最大効率を得るためには、熱機関は可逆でなければならない。ここで述べる「可逆」とは、熱から仕事を生み出したのと同じように、同じだけの仕事から同じ量の熱を生み出せることを指す。すべての可逆機関は同じ効率を持ち、そうでない熱機関（不可逆機関）の効率は可逆機関の効率を超えることはできない。すなわち、
このことを含めてカルノーの定理と呼ぶこともある。代表的な可逆機関として、カルノーサイクルなどがある。

## 証明

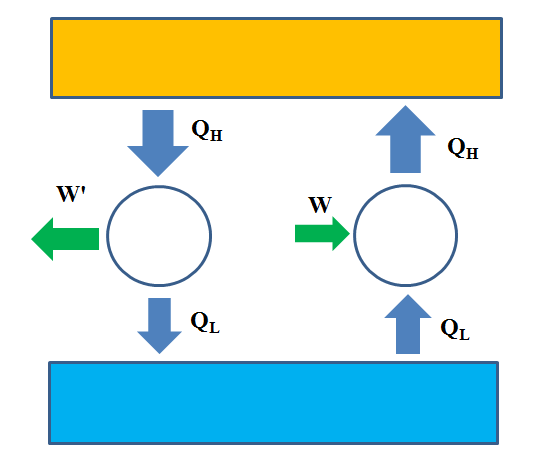
左がカルノーサイクルより効率の良い超カルノーサイクルで、右は逆カルノーサイクル。逆カルノーサイクルは動かすのに仕事Wを必要とするが、超カルノーサイクルでそれ以上の仕事W'を生み出せるので、差し引きすると一つの熱源からほかに何の変化を残すことなしに仕事が生み出せることになる。

### 不可逆機関の効率が可逆機関の効率を超えられないことの証明
以下はサディ・カルノーによる証明を元にしている。
可逆機関としてカルノーサイクルを考える（他の可逆機関でも良い）。このカルノーサイクルが高温源から受け取る熱を{\displaystyle Q_{H}}、生み出す仕事をWとする。カルノーサイクルは可逆のため、この機関に仕事Wを与えて、高温源に熱量{\displaystyle Q_{H}}を生み出すことができる（逆カルノーサイクル）。
ここで、カルノーサイクルより効率の良い熱機関（可逆でも不可逆でも良い）があったと仮定する。これを仮に「超カルノーサイクル」と呼ぶ。超カルノーサイクルは、高温源から熱量{\displaystyle Q_{H}}を受け取り、仕事W'を生み出せる(W'>W)。このとき、以下の動作を行う。
1. 超カルノーサイクルを動かして、高温源から熱量{\displaystyle Q_{H}}をもらい、仕事W'を発生させる。
2. 逆カルノーサイクルを動かして、仕事Wから熱量{\displaystyle Q_{H}}を高温源に与える。

この2つの動作を行ったとき、1で失われた熱量{\displaystyle Q_{H}}が2で与えられているので、熱量の差し引きはゼロになる。一方、仕事に関しては、1でW'だけ発生し2でWだけ失われるため、差し引きW'-W (>0) の仕事が発生する。この結果は、仕事がただ一つの温度の熱源から，ほかに何の変化を残すことなしに生み出されたことを意味しており、この熱機関は永久機関に該当する。永久機関は存在しないことが証明されているため、超カルノーサイクルのような、可逆機関より効率の良い熱機関は存在しないことが証明された。

### 最大効率が作業物質によらないことの証明
上と同じように、カルノーサイクルを考える。カルノーサイクルCが高温源から受け取る熱を{\displaystyle Q_{H}}、低温源に受け渡す熱を{\displaystyle Q_{L}}とおく。このとき、熱効率は
{\displaystyle 1-{\frac {Q_{L}}{Q_{H}}}}
で表せる。
ここで、Cと異なる作業物質を使ったカルノーサイクルC'を考える。C'は高温源から熱{\displaystyle Q'_{H}}を受け取り、低温源に熱{\displaystyle Q'_{L}}を受け渡すと定める。すなわち、C'の熱効率は
{\displaystyle 1-{\frac {Q'_{L}}{Q'_{H}}}}
である。
このとき、
{\displaystyle {\frac {Q_{L}}{Q_{H}}}={\frac {Q'_{L}}{Q'_{H}}}}
が成り立てば、熱効率はCとC'で同じとなり、最大効率は作業物質によらないことが証明できる。
これを証明するために、まず、
{\displaystyle \alpha ={\frac {Q_{L}}{Q'_{L}}}}

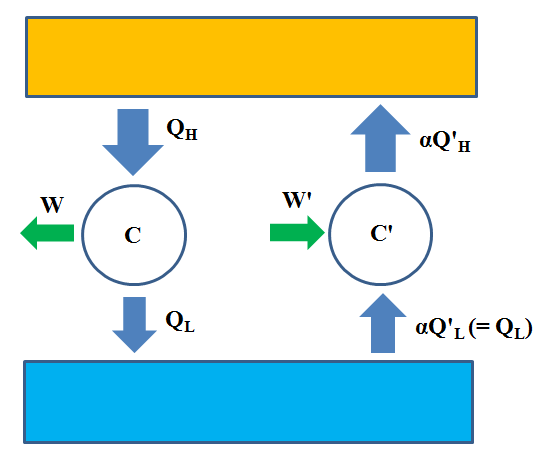
左がカルノーサイクルで、右が逆カルノーサイクル。高温源では熱の出入りがある可能性があるが、低温源では入る熱と出る熱が打ち消しあうため、外部との熱の出入りは無い。

とおく。さらに、C'を逆回転させた上に、体積や密度を変えて、C'の系自体を{\displaystyle \alpha }倍した逆カルノーサイクルを考える。この逆カルノーサイクルは、外から仕事を与えることで、低温源から熱{\displaystyle \alpha Q'_{L}}を受け取り、高温源に{\displaystyle \alpha Q'_{H}}を受け渡す。
ここで、次の動作を行う。
1. Cを動かして、高温源から熱{\displaystyle Q_{H}}を受け取り、低温源に熱{\displaystyle Q_{L}}を受け渡す（仕事Wが発生する）
2. {\displaystyle \alpha }倍したC'を逆回転させ、低温源から熱{\displaystyle \alpha Q'_{L}}を受け取り、高温源に{\displaystyle \alpha Q'_{H}}を受け渡す（仕事W'が発生する。なお、W'<0）

{\displaystyle \alpha }の定義より{\displaystyle \alpha Q'_{L}=Q_{L}}なので、1,2の動作を同時に行うと、低温源の熱の出入りは相殺される。
このとき、この過程で発生する仕事を考える。1と2で発生する仕事W,W'はそれぞれ
{\displaystyle W=Q_{H}-Q_{L}\,\!}
{\displaystyle W'=\alpha Q'_{L}-\alpha Q'_{H}\,\!}
で表せる。しかし、1と2の動作全体を考えると、発生する仕事はゼロでなければならない。なぜなら、この過程全体では低温源における熱の出入りが無いのだから、仕事が発生した場合、高温源の熱が（低温源に移動することなく）100%の効率でそのまま仕事に変換されたことになる。そのため、この機関は熱力学で否定された第二種永久機関になってしまうからである。
したがって、
{\displaystyle W+W'=0\,\!}
であるから、
{\displaystyle (Q_{H}-Q_{L})+(\alpha Q'_{L}-\alpha Q'_{H})=0\,\!}
{\displaystyle \alpha }の定義を使って{\displaystyle \alpha }を消去すると、
{\displaystyle Q_{H}-Q_{L}+Q_{L}-{\frac {Q_{L}Q_{H}'}{Q'_{L}}}=0}
これを整理して、
{\displaystyle {\frac {Q_{L}}{Q_{H}}}={\frac {Q'_{L}}{Q'_{H}}}}
よって、熱機関の最大効率は作業物質によらない。

## カルノーの定理と熱力学温度

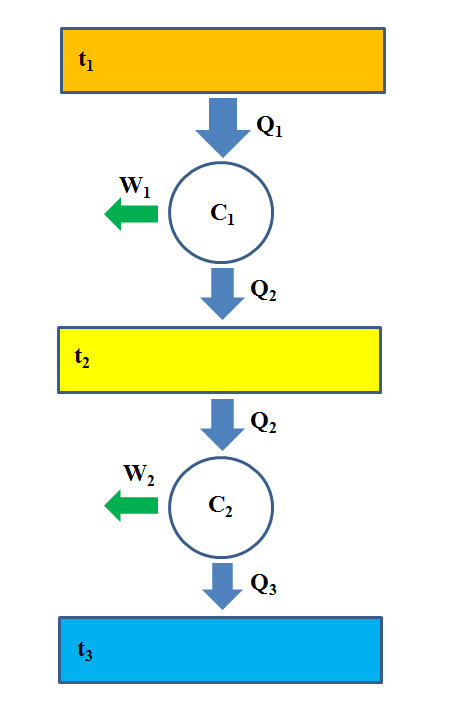
とする。 での熱の出入りが打ち消しあっているので、図のように2つのサイクルで仕事を発生させても、1つのサイクルで直接からへ熱を移動させても、熱効率は変わらない。

右図のような、2つのカルノーサイクルを使用した熱機関にカルノーの定理を当てはめる。
図において、サイクル{\displaystyle C_{1}}は、温度{\displaystyle t_{1}}の高温源から熱{\displaystyle Q_{1}}を受け取り、温度{\displaystyle t_{2}}の低温源に熱{\displaystyle Q_{2}}を受け渡す。サイクル{\displaystyle C_{2}}は、温度{\displaystyle t_{2}}の高温源から熱{\displaystyle Q_{2}}を受け取り、温度{\displaystyle t_{3}}の低温源に熱{\displaystyle Q_{3}}を受け渡す。このとき、カルノーの定理より、熱効率は2つの温源の温度のみの関数となるから、{\displaystyle C_{1}}について、
{\displaystyle {\frac {Q_{1}}{Q_{2}}}=f(t_{1},t_{2})}
{\displaystyle C_{2}}について、
{\displaystyle {\frac {Q_{2}}{Q_{3}}}=f(t_{2},t_{3})}
と表すことができる。
また、この熱機関は{\displaystyle t_{2}}での熱の出入りは差し引きゼロになっているから、{\displaystyle t_{2}}を介さずに{\displaystyle t_{1}}から{\displaystyle t_{3}}まで1つのサイクルで仕事を行った場合と熱効率は変わらない。このときの熱量の比は、
{\displaystyle {\frac {Q_{1}}{Q_{3}}}=f(t_{1},t_{3})}
となる。
以上の3つの式を連立させて計算すると、
{\displaystyle f(t_{1},t_{2})={\frac {f(t_{1},t_{3})}{f(t_{2},t_{3})}}}
が得られる。
この式の左辺は、{\displaystyle t_{3}}の関数にはなっていない。したがって、右辺も{\displaystyle t_{3}}の関数ではないことになる。よって、新たな関数ψを使って、
{\displaystyle f(t_{1},t_{2})={\frac {\psi (t_{1})}{\psi (t_{2})}}}
つまり、
{\displaystyle {\frac {Q_{1}}{Q_{2}}}={\frac {\psi (t_{1})}{\psi (t_{2})}}}
と表記することができる。
ここで、温度のとり方を工夫して、右辺を関数ではなく、温度そのもので表記することができる。すなわち、
{\displaystyle {\frac {Q_{1}}{Q_{2}}}={\frac {T_{1}}{T_{2}}}}
とおくことができる。この式が成り立つような温度目盛が、熱力学温度（絶対温度）である。

## 歴史

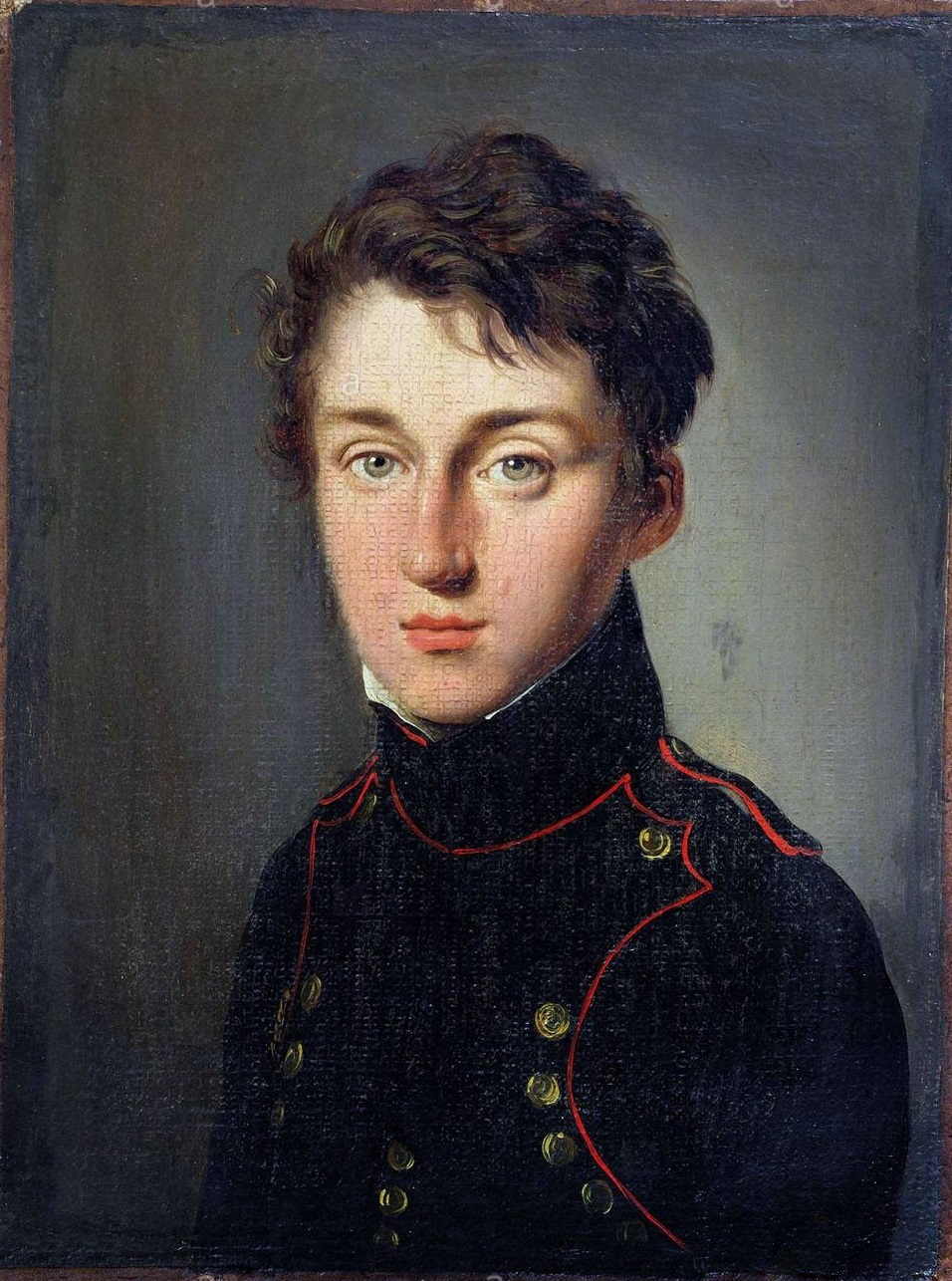
ニコラ・レオナール・サディ・カルノー

### カルノーによる発見
サディ・カルノーは、1824年に出版した著書『火の動力、および、この動力を発生させるに適した機関についての考察』において、以下のように記した。

熱の動力は、それをとりだすために使われる作業物質にはよらない。その量は、熱素が最終的に移行しあう二つの物体の温度だけで決まる。

これが、カルノーの定理の最初の表現である。この論文はカロリック説（熱素説）を前提に書かれているため、熱素という表現を使用している。
カルノーはこの定理から、カルノーサイクルの効率が温度のみで決まる関数で表せることを指摘した。この関数のことをカルノー関数と呼ぶ。カルノーは過去の実験結果からカルノー関数の実際値を求め、同じ温度であればカルノー関数は物質によらず一定値をとることを確かめようとした。

### その後の発展
カルノーの著書は発行後ほとんど話題にならず、カルノー自身は1832年に病死した。
1834年、エミール・クラペイロンは論文でカルノーを取り上げた。そしてカルノーと同じように、いくつかの気体についてカルノー関数を求め、カルノーの定理が正しいことを確かめようとした。しかし、カルノーやクラペイロンの時代には実験データが不足していたために実験的な立証は難しかった。
1840年代に、アンリ・ヴィクトル・ルニョーは水蒸気に関する詳細なデータを計測した。1849年、ウィリアム・トムソンはそのデータを元にカルノー関数を求め、その値がカルノーやクラペイロンの値と近いことを示した。またヘルムホルツも、計算によって求めたカルノー関数の値がクラペイロンの実験値とほぼ等しいことを示した。
1850年、ルドルフ・クラウジウスは熱力学第二法則を提唱した。そしてその論文の中で、カルノーの定理を、熱素を使わない形で証明した。カルノーの定理は、クラウジウスの主張（熱は低温から高温にひとりでに移動することはない）における大きな論拠となっている。
ウィリアム・トムソンも1851年に熱力学第二法則の理論に到達した。そして1854年に、カルノーの理論をもとに熱力学温度を導入した。